# Anton Lipošćak

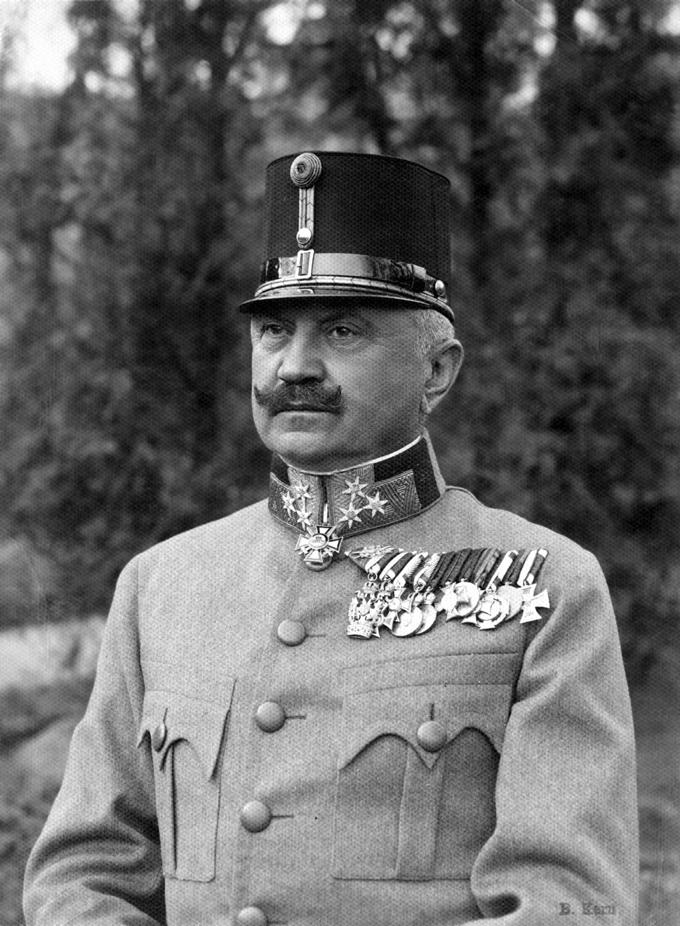
Anton Lipošćak

Anton Lipošćak, auch Liposák oder Liposcak (* 9. April 1863 in Székelyudvarhely; † 22. Juli 1924 in Zagreb) war zu Beginn des Ersten Weltkrieges Feldmarschalleutnant und bei Kriegsende General der Infanterie der Österreichisch-ungarischen Armee.

## Leben
Anfang September 1883 beendete Lipošćak die Theresianische Militärakademie in Wiener Neustadt und wurde als Leutnant zum Infanterie-Regiment 53 ausgemustert. Von 1886 an besuchte er für zwei Jahre die Kriegsschule und wurde 1888 Oberleutnant. Anschließend wurde er im Generalstab eingesetzt und war dann bis 1891 als Stabsoffizier bei der 18. Infanterie-Brigade.
Er wurde wieder in den Generalstab nach Wien versetzt und wurde hier am 1. Mai 1892 zum Hauptmann befördert. Es folgten weitere Verwendungen, seine Beförderung zum Oberst 1905 und sein Einsatz als Chef des Generalstabs des XV. Korps in Sarajevo.
Am 16. Oktober 1910 wurde er als Kommandeur der 72. Infanterie-Brigade zum Generalmajor befördert und am 9. Mai 1914 Feldmarschalleutnant. Ab August 1914 war er mit einer Unterbrechung von Januar bis April 1915 Kommandant der 2. Infanterietruppendivision (Jaroslau) beim X. Korps, welche er zu Beginn des Ersten Weltkriegs und dort im Mai 1915 bei der Schlacht bei Gorlice-Tarnów führte. Dies blieb er bis Juni 1915, um anschließend wieder mit Unterbrechung das Kommando über das 42. Honved-Infanterie-Division von Johann Ulrich von Salis-Seewis zu übernehmen. Ab Juli 1917 war er bis Oktober 1917 Kommandeur einer nach ihm benannten Heeresgruppe. Diese wurde anschließend in IX. Korps umbenannt und Lipošćak, der am 17. August 1917 zum General der Infanterie befördert worden war, blieb dessen Kommandeur bis Februar 1918.
Ab 1. Februar 1918 war er Generalgouverneur in Polen (Lublin). Bis Oktober 1918 war er in dieser Position aktiv und wurde Geheimer Rat.
Nach Kriegsende ging Lipošćak nach Kroatien und wurde dort in Mitrovica und Sisak inhaftiert. Nach seiner Freilassung war er bei der Ersten kroatischen Sparkasse tätig.

## Auszeichnungen (Auswahl)
- Militärverdienstorden, 1901[4]
- Orden der Eisernen Krone, 1905[5]

## Werke (Auswahl)
- Die Balkanstaaten und ihr Heerwesen. In: Österreichische militärische Zeitschrift, 1894, S. 3–21.
- Der chinesisch-japanische Krieg und die Machtstellung der europäischen Grossstaaten in Ostasien. U. a. in Organ der Militärwissenschaftlichen Vereine, Band 50, 1895, S. 349–420.